# Cullen skink
Il Cullen skink è una densa zuppa scozzese a base di eglefino affumicato, patate, cipolle e talvolta porro, tradizionalmente servito con del pane.

## Descrizione
Nella preparazione di un autentico Cullen skink userà il finnan haddie, ma può essere preparato con qualsiasi altro eglefino affumicato.
Questa zuppa è una specialità locale della città di Cullen, nel Moray, sulla costa nordorientale della Scozia. La zuppa viene spesso servita come antipasto in cene scozzesi formali, ma è ampiamente servita come piatto quotidiano nella Scozia nordorientale.
Le ricette locali di Cullen skink possono distinguersi da quella tradizionale attraverso, per esempio, l'uso del latte al posto dell'acqua o l'aggiunta della panna.

## Etimologia
Skink è una parola scozzese per "stinco" o "ginocchio" di manzo, e per derivazione la zuppa da cui è fatto. La parola skink deriva anche dal medio olandese schenke, "gambo", "ginocchio" (affine alla parola inglese arcaica shank).
Non va confuso con lo scinco (in inglese skink), una famiglia di lucertole appartenente all'ordine Scincomorpha.